# Envenenando o poço
Envenenando o poço ou Envenenamento do poço (em inglês:  Poisoning the well), ou tentativa de envenenar o poço, é um dispositivo retórico em que informações adversas sobre um alvo são preventivamente apresentadas a uma audiência, com a intenção de desacreditar ou de ridicularizar tudo o que aquela pessoa tem a dizer. Envenenando o poço pode ser considerado um caso especial de argumentum ad hominem. Através desta falácia coloca-se o oponente em uma posição na qual ele fica incapaz de responder.

## Origem do termo
A origem do termo reside na lenda do envenenamento dos poços, uma prática em tempos de guerra em que se despeja veneno dentro de poços de água antes de uma invasão militar, para diminuir a força do exército inimigo. Remonta à Idade Média quando eram comuns perseguições aos judeus. Se uma praga atingisse uma comunidade, as pessoas logo culpavam os judeus, a quem acusavam de "envenenar os poços". O termo foi usado pela primeira vez com esse sentido por John Henry Newman em seu trabalho Apologia Pro Vite Sua, de 1864.

## Estrutura
Envenando o poço pode assumir a forma de um argumento (explícito ou implícito) e é considerado por alguns filósofos uma falácia informal.
Um argumento contendo esta falácia apresenta a seguinte forma:
1. Uma pessoa qualquer apresenta informação desfavorável (seja ela verdadeira ou falsa, relevante ou irrelevante) sobre a pessoa A. (ex: "Antes que você dê ouvidos ao meu oponente, lembro-te que ele já esteve preso.")
2. Conclusão implícita: "Portanto, não se pode confiar em quaisquer afirmações feitas pela pessoa A".
Uma subcategoria desta forma é a aplicação de um atributo desfavorável a quaisquer futuros oponentes, numa tentativa de desencorajar o debate. (ex: "Essa é a minha posição sobre o financiamento do sistema público de educação, e qualquer um que discorde de mim odeia crianças."). Qualquer pessoa que vá contestar a alegação corre o risco de receber um rótulo negativo no processo.
Outra forma que o argumento falacioso pode apresentar:
1. Definições desfavoráveis (sejam elas verdadeiras ou falsas) que previnem a divergência (ou que impõem uma posição afirmativa)
2. Quaisquer afirmações, sem antes concordar com as definições acima, são automaticamente recusadas.

## Exemplos
1. Se Adam diz a Bob que "Chris é um fascista, portanto não dê ouvidos a ele", então Adam cometeu a falácia Envenando o poço; se Bob aceita o alerta de Adam, então ele (Bob) também se torna vítima desta falácia. É irrelevante para a coerência dos argumentos de Chris se ele é ou não um fascista, pois é possível ser um fascista e ter argumentos coerentes em algum assunto arbitrário. Por exemplo, Chris pode querer convencer Bob de que o planeta Terra não é plano; sendo Chris um fascista não o impossibilita de ter um argumento coerente de que a Terra não é plana.
2. Vamos supor que doutor Hubbard seja um membro da Associação Americana de Medicina (AMA), e suponhamos ainda que esta organização possua um histórico de registros contrários à eutanásia voluntária assistida. Neste instante, Hubbard desenvolve a sua argumentação em apoio à posição da AMA. Alguém, então, responde ao seu argumento, afirmando: "É óbvio que você apoia a posição da AMA! Você é um membro dela; de que lado mais você ficaria?". Esta crítica tenta desconsiderar o argumento de Hubbard, referindo-se a certas circunstâncias de sua vida. Mas o fato de ele ser um membro da AMA, e que aquela organização se opõe à eutanásia voluntária assistida, é irrelevante na medida em que se avalia os méritos do argumento de Dr. Hubbard.
3. Imagine que Mr. Prince esteja fazendo indagações a respeito da Bíblia e suas passagens. Neste instante, Mr. Prince desenvolve a sua argumentação em apoio à posição vigente das escrituras. Sales, então, responde ao seu argumento, afirmando: "Ele está aqui de advogado do diabo! Nem se estressa!". Esta crítica tenta desconsiderar o argumento de Prince, referindo-se a certas circunstâncias de sua vida ou posição filosófica pessoal. Usando o fato de ele ser um ateu, e que aquela posição filosófica se opõe à seu viés, isso sendo irrelevante na medida em que se avalia os méritos do argumento de Mr. Prince